# Bénévent-et-Charbillac
Bénévent-et-Charbillac ist eine ehemalige französische Gemeinde mit 292 Einwohnern (Stand: 1. Januar 2022) im Département Hautes-Alpes in der Region Provence-Alpes-Côte d’Azur. Sie gehörte zum Arrondissement Gap. Die Bewohner werden Bénéventins und Bénéventines genannt.
Der Erlass des Präfekten vom 9. November 2012 legte mit Wirkung zum 1. Januar 2013 die Eingliederung von Bénévent-et-Charbillac als Commune déléguée zusammen mit den früheren Gemeinden Saint-Bonnet-en-Champsaur und Les Infournas zur Commune nouvelle Saint-Bonnet-en-Champsaur fest.

## Geografie

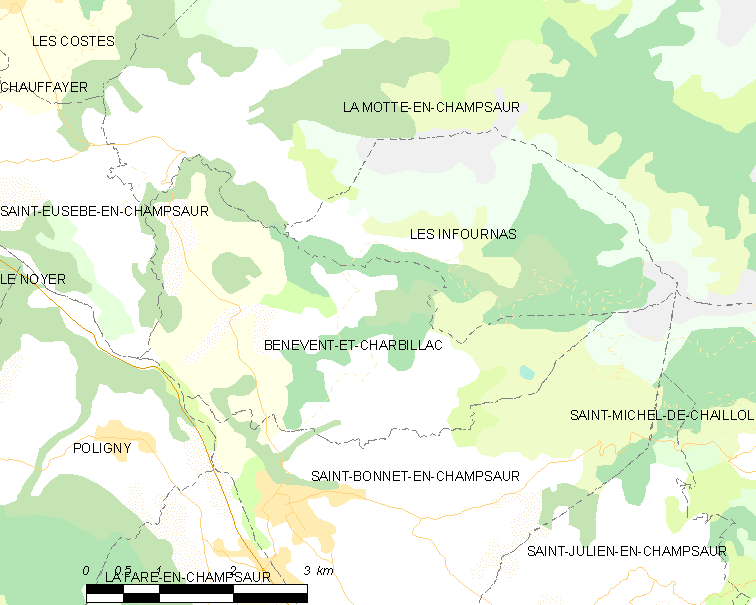
Karte von Bénévent-et-Charbillac

Bénévent-et-Charbillac liegt etwa 61 Kilometer südsüdöstlich von Grenoble und etwa 15 Kilometer nördlich von Gap in der Région naturelle des Gapençais im Südosten der historischen Landschaft der Dauphiné. Der Ort befindet sich im Champsaur, dem Hochtal des Drac. Das Ortsgebiet wird eingerahmt vom Dévoluy-Massiv im Westen und dem Pelvoux im Nordosten. Die gebirgige Landschaft ruft zahlreiche Fließgewässer hervor. Das Ortsgebiet wird außer vom Drac
- vom Ruisseau du Prieuré,
- vom Ruisseau des Lapins,
- vom Flüsschen Bourriguet,
- vom Ruisseau de Pisançon,
- vom Torrent de Merdarel,
- vom Torrent de la Séveraissette, der es im Westen begrenzt,

und von zahlreichen kleineren Bächen entwässert.
Das Siedlungsareal ist sehr verstreut und wie so oft in Champsaur gibt es kein zentrales Dorf, sondern mehrere Weiler und isolierte Bauernhöfe. Der Weiler Les Gentillons mit dem ehemaligen Bürgermeisteramt und der Kirche wird allgemein als Zentrum von Bénévent-et-Charbillac angesehen. Weitere Weiler sind Charbillac, Pisançon, L’Aubérie, Les Astiers, Les Chazalets und Les Payas. Les Gentillons liegt hoch über dem rechten Ufer des Drac am Fuß der Erhebung La Serre des trois Croix auf einer Höhe von etwa 1135 m. Das Bodenniveau steigt vom Tal aus steil nach Nordosten hin an. Die höchste Erhebung ist im äußersten Nordosten mit 2058 m am Fuß des Queyron zu finden, die niedrigste mit 923 m im Südwesten an der Mündung des Torrent de la Séveraissette in den Drac.
Umgeben wird Bénévent-et-Charbillac von den drei Nachbargemeinden und den Communes déléguées:
| La Motte-en-Champsaur |                                              | Les Infournas (Commune déléguée) |
| Aubessagne            | Kompassrose, die auf Nachbargemeinden zeigt  |                                  |
| Poligny               | Saint-Bonnet-en-Champsaur (Commune déléguée) |                                  |

## Geschichte
Bénévent (Bonum Adventus, deutsch Gute Ankunft) verdankt seinen Namen einem vielleicht gallorömischen Gasthaus. Der Dauphin beschlagnahmte es im 11. Jahrhundert und setzte dort einen Seigneur ein, der die seit dem 12. Jahrhundert bekannte Familie Bénévent gründete. Die Gemeinde wurde wahrscheinlich von den Cluniazensern gegründet. Charbillac (der Ort, an dem Hanf angebaut wird) war ursprünglich nur eine Filialgemeinde von Bénévent. Dieser Weiler wurde im 16. Jahrhundert zur Pfarrei, 1792 zur Gemeinde und 1842 aus religiöser Sicht mit Bénévent vereinigt. Bénévent und Charbillac wurden 1611 Teil des Herzogtums Lesdiguières.

## Bevölkerungsentwicklung
| Bénévent-et-Charbillac: Einwohnerzahlen von 1793 bis 2020                                                                  | Bénévent-et-Charbillac: Einwohnerzahlen von 1793 bis 2020 | Bénévent-et-Charbillac: Einwohnerzahlen von 1793 bis 2020 | Bénévent-et-Charbillac: Einwohnerzahlen von 1793 bis 2020 | Bénévent-et-Charbillac: Einwohnerzahlen von 1793 bis 2020 |
| --- | --------------------------------------------------------- | --------------------------------------------------------- | --------------------------------------------------------- | --------------------------------------------------------- |
| Jahr |                                                           |                                                           |                                                           | Einwohner                                                 |
| 1793 | 1793                                                      |                                                           | 595                                                       | 595                                                       |
| 1800 | 1800                                                      |                                                           | 508                                                       | 508                                                       |
| 1806 | 1806                                                      |                                                           | 593                                                       | 593                                                       |
| 1821 | 1821                                                      |                                                           | 556                                                       | 556                                                       |
| 1831 | 1831                                                      |                                                           | 596                                                       | 596                                                       |
| 1836 | 1836                                                      |                                                           | 614                                                       | 614                                                       |
| 1841 | 1841                                                      |                                                           | 575                                                       | 575                                                       |
| 1846 | 1846                                                      |                                                           | 566                                                       | 566                                                       |
| 1851 | 1851                                                      |                                                           | 587                                                       | 587                                                       |
| 1856 | 1856                                                      |                                                           | 580                                                       | 580                                                       |
| 1861 | 1861                                                      |                                                           | 556                                                       | 556                                                       |
| 1866 | 1866                                                      |                                                           | 558                                                       | 558                                                       |
| 1872 | 1872                                                      |                                                           | 532                                                       | 532                                                       |
| 1876 | 1876                                                      |                                                           | 540                                                       | 540                                                       |
| 1881 | 1881                                                      |                                                           | 492                                                       | 492                                                       |
| 1886 | 1886                                                      |                                                           | 509                                                       | 509                                                       |
| 1891 | 1891                                                      |                                                           | 507                                                       | 507                                                       |
| 1896 | 1896                                                      |                                                           | 514                                                       | 514                                                       |
| 1901 | 1901                                                      |                                                           | 517                                                       | 517                                                       |
| 1906 | 1906                                                      |                                                           | 482                                                       | 482                                                       |
| 1911 | 1911                                                      |                                                           | 453                                                       | 453                                                       |
| 1921 | 1921                                                      |                                                           | 392                                                       | 392                                                       |
| 1926 | 1926                                                      |                                                           | 356                                                       | 356                                                       |
| 1931 | 1931                                                      |                                                           | 360                                                       | 360                                                       |
| 1936 | 1936                                                      |                                                           | 316                                                       | 316                                                       |
| 1946 | 1946                                                      |                                                           | 291                                                       | 291                                                       |
| 1954 | 1954                                                      |                                                           | 248                                                       | 248                                                       |
| 1962 | 1962                                                      |                                                           | 240                                                       | 240                                                       |
| 1968 | 1968                                                      |                                                           | 223                                                       | 223                                                       |
| 1975 | 1975                                                      |                                                           | 214                                                       | 214                                                       |
| 1982 | 1982                                                      |                                                           | 221                                                       | 221                                                       |
| 1990 | 1990                                                      |                                                           | 221                                                       | 221                                                       |
| 1999 | 1999                                                      |                                                           | 260                                                       | 260                                                       |
| 2006 | 2006                                                      |                                                           | 292                                                       | 292                                                       |
| 2013 | 2013                                                      |                                                           | 278                                                       | 278                                                       |
| 2020 | 2020                                                      |                                                           | 291                                                       | 291                                                       |
| Quelle(n): EHESS/Cassini bis 1999, INSEE ab 2006 Anmerkung(en): Ab 1962 offizielle Zahlen ohne Einwohner mit Zweitwohnsitz |                                                           |                                                           |                                                           |                                                           |

## Sehenswürdigkeiten
- Pfarrkirche Saint-Pancrace im Weiler Les Gentillons, erbaut 1845
- Pfarrkirche Saint-Gervais, Saint-Protais im Weiler Charbillac, erbaut 1877
- Kapelle Saint-Grégoire, genannt Kapelle Les Pétètes im Weiler L’Aubérie, erbaut 1743, seit 1994 als Monument historique klassifiziert
- Kapelle Saint-Paul im Weiler Pisançon, errichtet zwischen 1864 und 1875
- Kapelle Saint-Michel auf der La Serre des trois Croix, vermutlich in der zweiten Hälfte des 18. Jahrhunderts an der Stelle der ehemaligen Pfarrkirche Saint-Michel errichtet
- Herrenhaus, genannt Château, im Weiler Pisançon, vermutlich aus dem 17. Jahrhundert
- Ländliches Museum im Weiler Pisançon. Es möchte Möbel, Alltagsgegenstände und landwirtschaftliche Geräte zusammenbringen, die vom Leben der Gemeinde im 19. Jahrhundert zeugen.

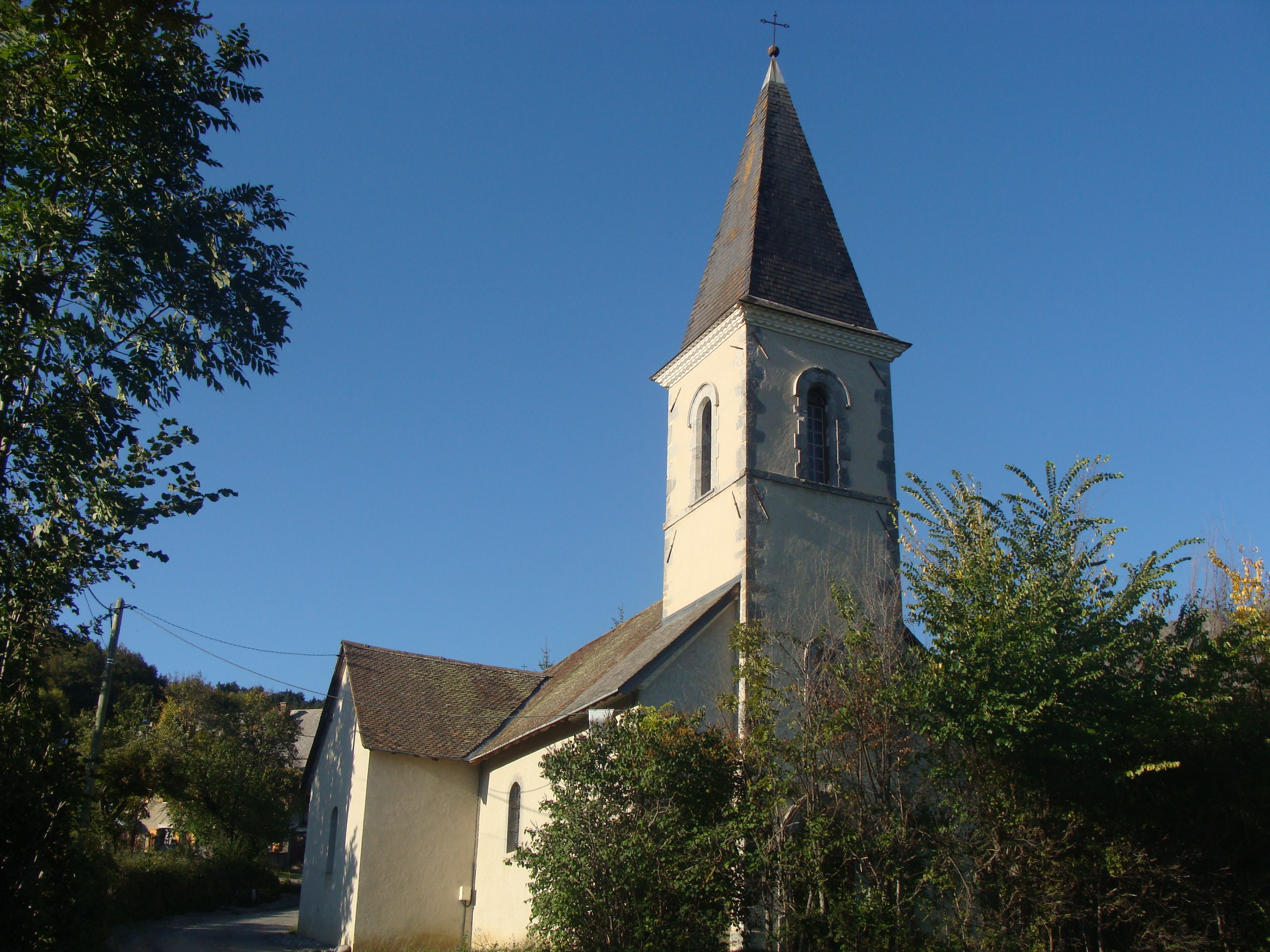
Pfarrkirche Saint-Pancrace
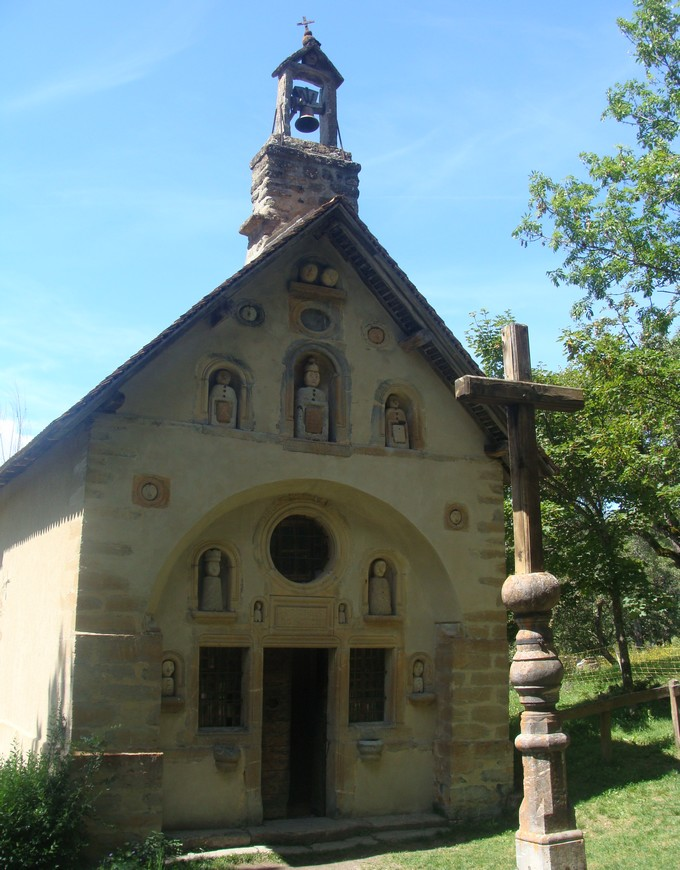
Kapelle Saint-Grégoire
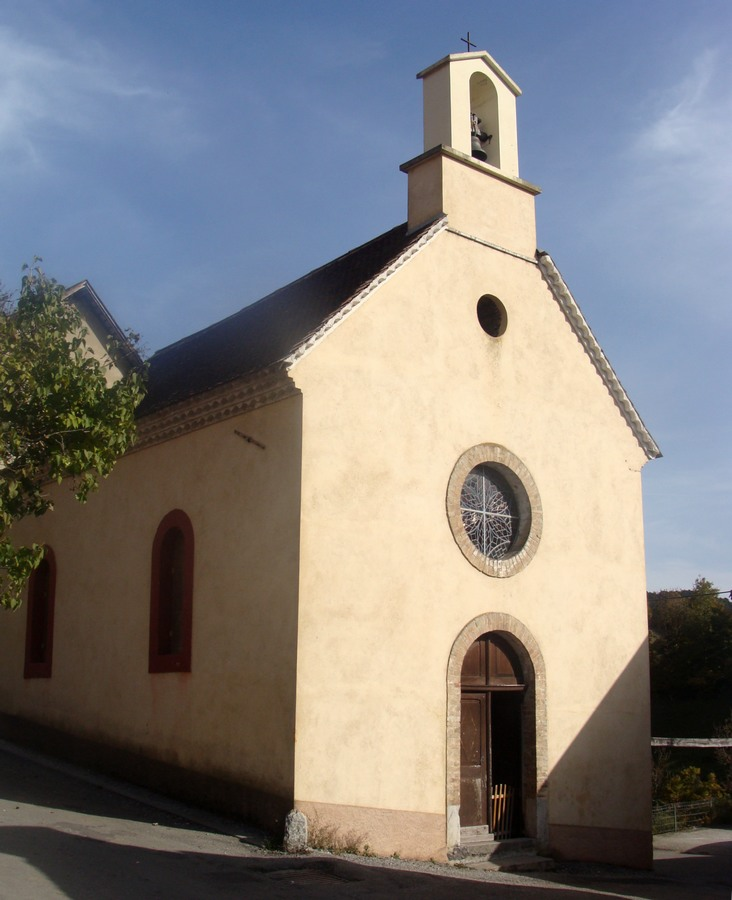
Kapelle Saint-Paul
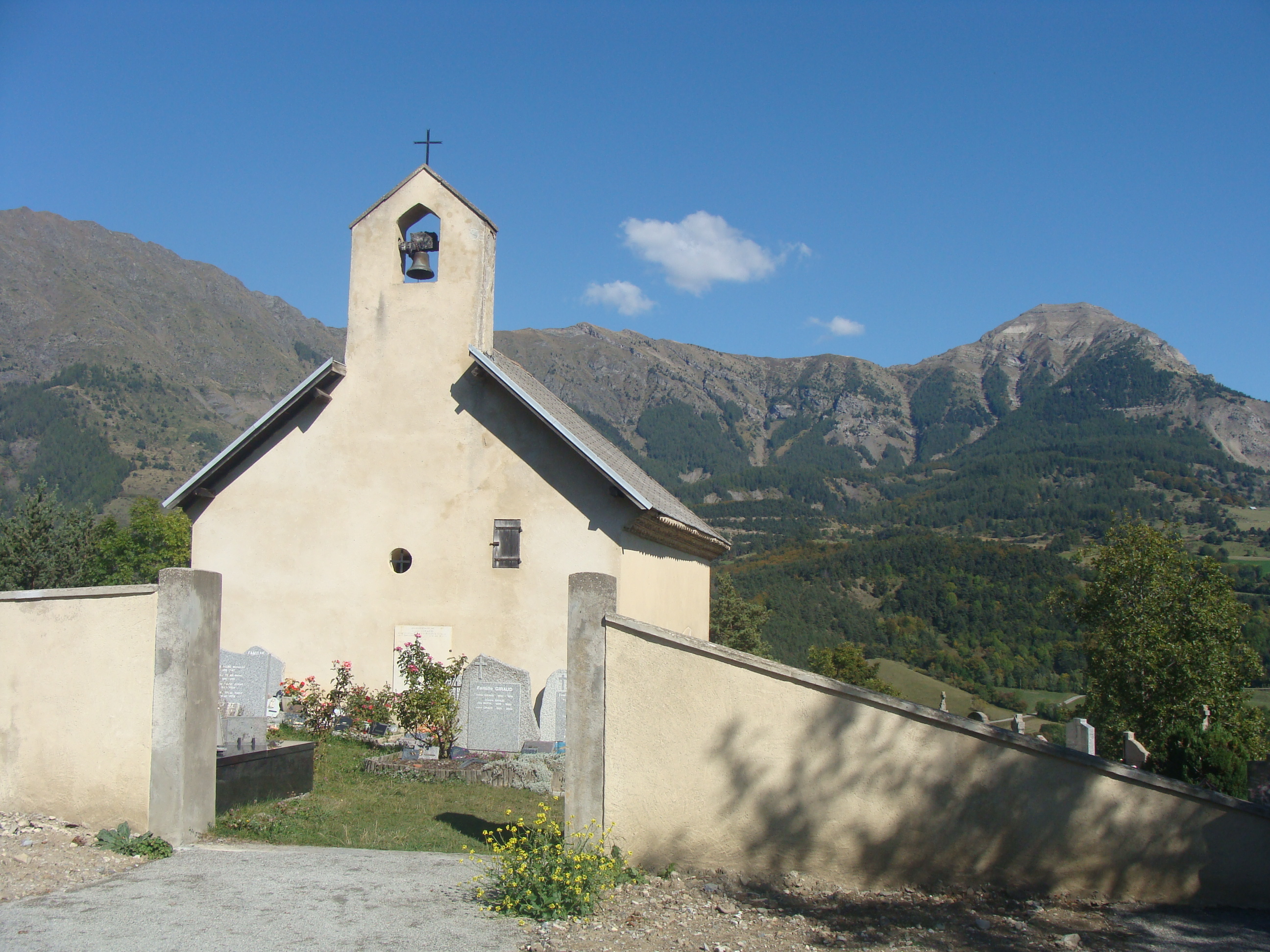
Kapelle Saint-Michel, im Hintergrund der Queyron